# Suvalščizna
Suvalščizna (poljsko Suwalszczyzna, litovsko Suvalkija) je zgodovinska in kulturna pokrajina na severu Podlaškega vojvodstva na Poljskem (severno od reke Biebrze) in v najjužnejšem delu Litve, ki je nastala v 15. stoletju po pogromih Nemškega viteškega reda proti baltskemu plemenu Jatvingov. Med pokoli, za katere izgovor naj bi bilo pokristjanjevanje poganskih Jatvingov, je bilo skoraj celo pleme uničeno, le nekaj sto ljudem je uspelo prebegniti v sosednje države, kjer so se hitro asimilirali. Takrat so neobljudeno območje iz različnih smeri začeli ponovno naseljevati Belorusi, Litovci, Poljaki in Judi.

## Narava
Svet Suvalščizne je raznolik. Na severu pokrajine najdemo poglacialne morenske hribe in številna jezera. Na vzhodu in jugu prevladujejo ravnine, na skrajnem jugu pa se razteguje razmeroma globoka kotlina reke Biebrze. Prst je srednje ali slabe kakovosti. Srednje temperature so najnižje v celi Poljski, zime pa rekordno dolge, še posebej v severnem delu. Poletja so celinska in topla z omejeno količino padavin. Zaradi številnih jezer, rek, velikih gozdov (npr. pragozdova Avgustovski in Romincki) in hribov z nekaj urejenimi smučišči ter obiljem snega pozimi poljski del Suvalščizne velja za eno turistično najbolj zanimivih pokrajin te države.

## Zgodovina
Po uničenju Jatvingov se je Suvalščizna znašla v Veliki litovski kneževini, skupaj z njo pa od leta 1569 v Republiki obeh Narodov. Novi prebivalci pokrajine so se naseljevali predvsem na območju velikih cerkvenih posesti (zlasti v okolici samostana Kamedulov na jezeru Vigri), vzdolž poti Varšava - Vilno, od 17. stoletja naprej pa tudi v novo ustanovljenih mestih (Suvalki, Sejni, Beržniki, Przerosl, Filipov, Lipsk). Ko so leta 1795 območje Republike obeh Narodov razdelile medse Avstrija, Prusija in Rusija, je Suvalščizno anektirala Prusija. Leta 1812 je pokrrajino zasedla Napoleonova vojska in jo priključila novo nastali poljski Varšavski kneževini. Po padcu Napoleona je Suvalščizna pripadla t. i. Kongresni Poljski - avtonomni deželi v okviru Ruske imperije.
V tem času, kljub rusifikacijski politiki okupatorskih oblasti, sta litovska kultura in jezik doživljala preporod. Ker je bila večina litovskega etničnega ozemlja priključena neposredno Rusiji, kjer so bile represije še posebej stroge, se je preporodniška dejavnost razvijala najprej in predvsem prav v Suvalščizni kot delu avtonomne Kongresne Poljske. Tako so tukaj nastajala pomembna dela litovske književnosti tistega časa, litovska narečja pokrajine, čeprav obrobna, so pa postala osnova za moderni litovski knjižni jezik. 
Med svetovnima vojnama je bila pokrajina razdeljena med Poljsko in Litvo vzdolž današnje meje med državama. Med drugo svetovno vojno je bila priključena nacistični Nemčiji.

## Prebivalci
V poljskem delu Suvalščizne poleg Poljakov živita tudi dve avtohtoni narodni manjšini: Litovci v mestih Punsk in Sejni in okoliških občinah ter Belorusi v okolici mesta Lipsk (avgustovski poviat). Tretja (imigrantska) manjšina so ruski staroverci, ki so se v 17. stoletju zatekli v Suvalščizno iz Rusije, kjer so bili preganjani zaradi odklonitve verske reforme Petra Velikega.

## Narodni in pokrajinski parki
Na območju Suvalščizne se nahaja pet narodnih in pokrajinskih parkov.
- Narodni park Biebrza meri 592 km² in je največji narodni park na Poljskem. Zavzema območje kotline reke Biebrze in njenih dotokov. Je največji kompleks neokrnjenih močvirij v Evropi (večinoma je to nizko barje), ki jih naseljujejo stotine ogroženih vrst živali, predvsem ptičev. Močvirja kotline Biebrze vsebujejo več vode, kot katero koli jezero na Poljskem.
- Narodni park Vigri (151 km²) vključuje jezero Vigri, reke ki tečejo skozenj in okoliške gozdove, ki so del Avgustovskega pragozda.
- Pokrajinski park Rominckega pragozda je velik kompleks raznovrstnih gozdov, ki poraščajo hribovit svet severne Suvalščizne.
- Suvalski pokrajinski park zavzema jezernat svet z najglobljim jezerom na Poljskem, Hanča, in številnimi redkimi geomorfološkimi pojavi. Park je zanimiv tudi iz etnološkega vidika, saj je območje strnjene naselitve ruskih starovercev.
- Vištiški pokrajinski park s slikovitimi gozdnatimi hribi leži v litovskem delu pokrajine. Na njegovem območju se nahaja četrto največje jezero v Litvi, tukaj rastejo tudi najstarejša, več kot tristo let stara drevesa.